# Mihai Savu
Mihai Savu (ur. w 1894 w Bukareszcie, zm. w 1968) – rumuński szermierz, reprezentant kraju. Uczestnik letnich igrzysk olimpijskich w 1928 w Amsterdamie.

## Igrzyska olimpijskie 1928
Mihai Savu uczestniczył w trzech konkurencjach rozgrywanych w ramach letnich igrzysk olimpijskich w 1928 w Amsterdamie: we florecie zarówno drużynowo, jak i indywidualnie oraz w szpadzie w drużynie.
We florecie w pierwszej rundzie w sumie zadał 26 pchnięć (wygrywając 4 z 7 walk), co sklasyfikowało go na 3 pozycji w grupie i dało awans do półfinału. W półfinale Rumun trafił przeciwników 21 razy (wygrywając 3 z 7 walk), co dało mu miejsce 5 i nie dało awansu do finału.
We florecie drużynowym reprezentacja Rumunii w składzie: Nicolae Caranfil, Dan Gheorghiu, Gheorghe Caranfil, Mihai Savu, Ion Rudeanu spotkała się w pierwszej rundzie z reprezentacjami Francji, Danii i Niemiec. Rumunii wszystkie mecze przegrali, chociaż w meczu z Niemcami o końcowym rozstrzygnięciu decydował bilans trafień. Savu indywidualnie pokonał 3 przeciwników: Duńczyka Johana Preama 5:4 oraz Niemców Fritza Gazzerę 5:4 i Juliusa Thomsona 5:3.
W szpadzie drużynowej Rumuni w składzie: Mihai Savu, Gheorghe Caranfil, Răzvan Penescu, Dan Gheorghiu, Ion Rudeanu zmierzyli się z reprezentacjami Belgii i Czechosłowacji. Obydwa mecze Rumuni przegrali. Savu indywidualnie pokonał wszystkich przeciwników z Belgii: Georgesa Damboisa 2:1, Charlesa Debeura 2:1, Léona Toma 2:0 i Charlesa Delporte 2:1 oraz dwóch przeciwników z Czechosłowacji: Františeka Kříža 2:0 i Josefa Jungmanna 2:1.